# Pseudosinella xabieri
Pseudosinella xabieri is een springstaartensoort uit de familie van de Entomobryidae. De wetenschappelijke naam van de soort is voor het eerst geldig gepubliceerd in 1985 door Ardanaz & Jordana.